# Parafia Chrystusa Króla w Rokietnicy
Parafia Chrystusa Króla w Rokietnicy – rzymskokatolicka parafia w Rokietnicy, należy do dekanatu przeźmierowskiego. Powstała w 1980. Mieści się przy ulicy Szamotulskiej.